# Sven Tumba
Sven Tumba (født som Sven Olof Gunnar Johansson den 27. august 1931 i Stockholm – 1. oktober 2011 i Stockholm) var en svensk ishockeyspiller som deltog i Vinter-OL i 1952 i Oslo, 1956 i Cortina d'Ampezzo, 1960 i Squaw Valley og 1964 i Innsbruck.
Sven Tumba vandt en olympisk bronzemedalje i ishockey under vinter-OL i 1952 i Oslo. Han var med på det svenske ishockeylandshold som opnåede en tredjeplads i turneringen efter Canada og USA. Tolv år senere, under vinter-OL i 1964 i Innsbruck vandt han en sølvmedalje med Tre Kronor som opnåede andenpladsen efter Sovjetunionen.
Tumba blev verdensmester i ishockey tre gange, 1953 og 1957 og 1962. I løbet af 17 år spillede han 245 landskampe for Sveriges herrelandshold i ishockey og scorede 186 mål. Han vandt otte svenske mesterskaber i ishockey i perioden 1954–63 med Djurgårdens IF.
Han spillede også fodbold i Allsvenskan med Djurgårdens IF og blev i 1959 svensk mester.